# Liste de guitaristes de musique celtique
Cet article est une liste de guitaristes de musique celtique.

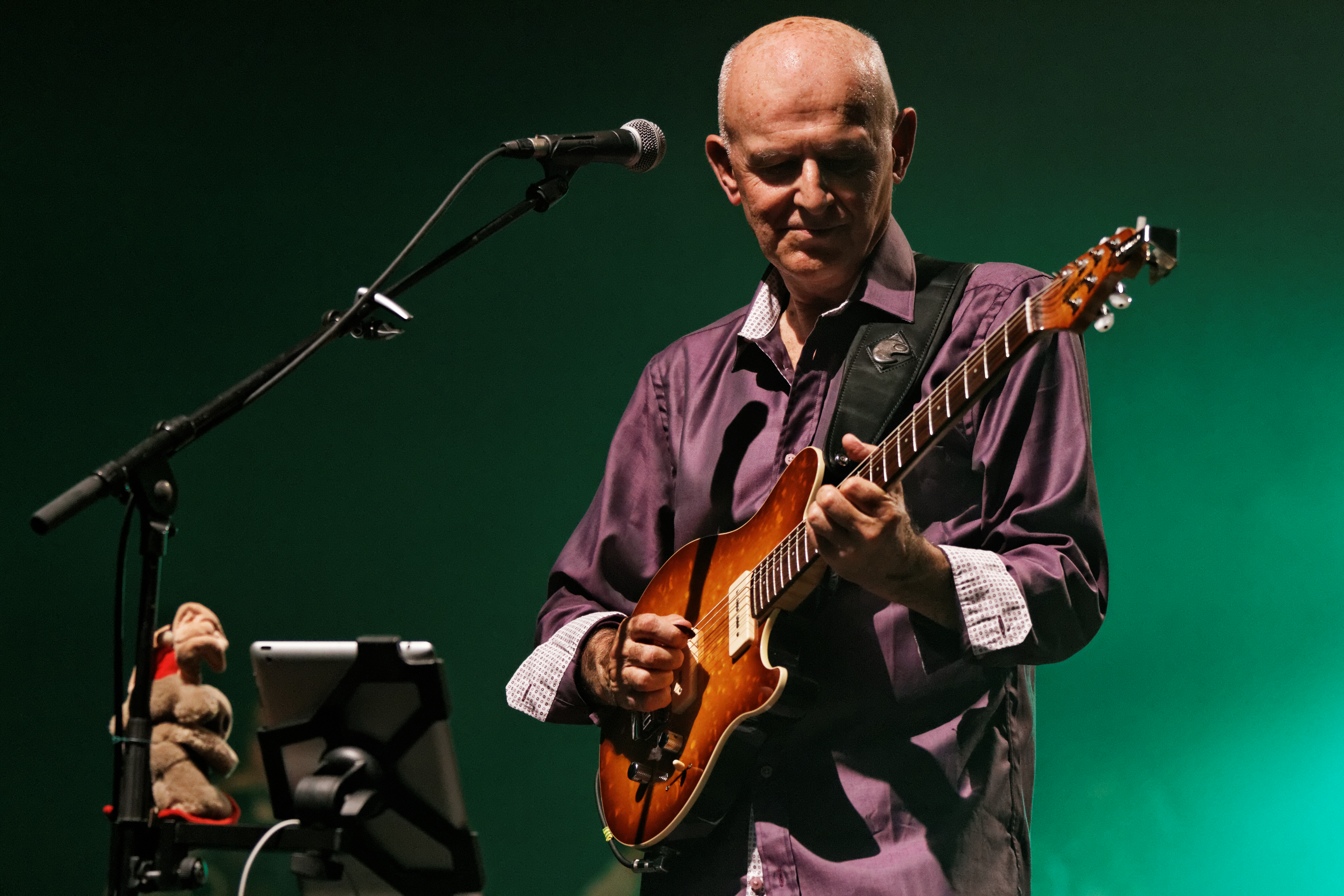
Dan Ar Braz au Festival de Cornouaille de 2013.

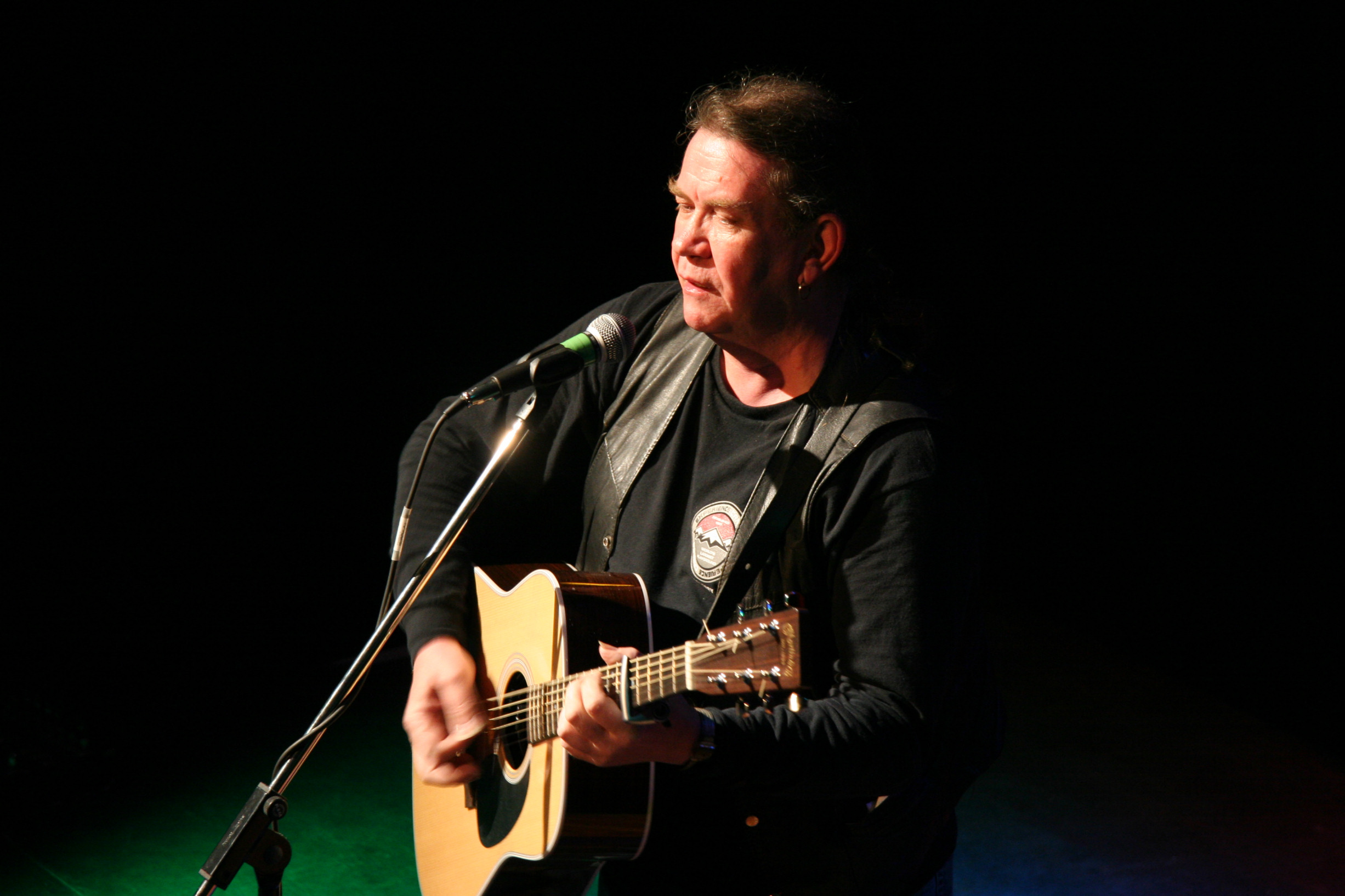
Dick Gaughan à Geislingen an der Steige en 2006.

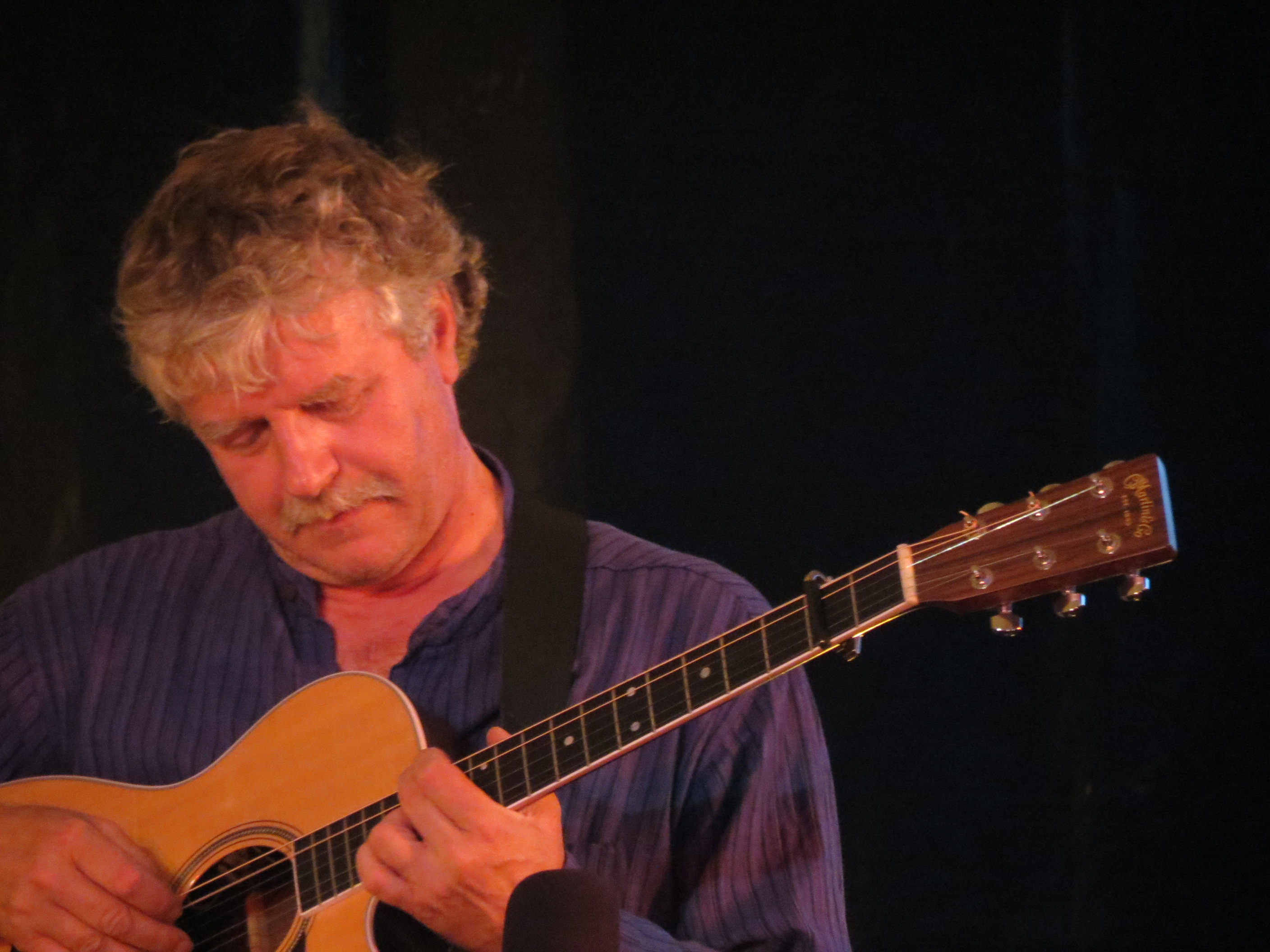
Gilles Le Bigot à Guérande en 2013.

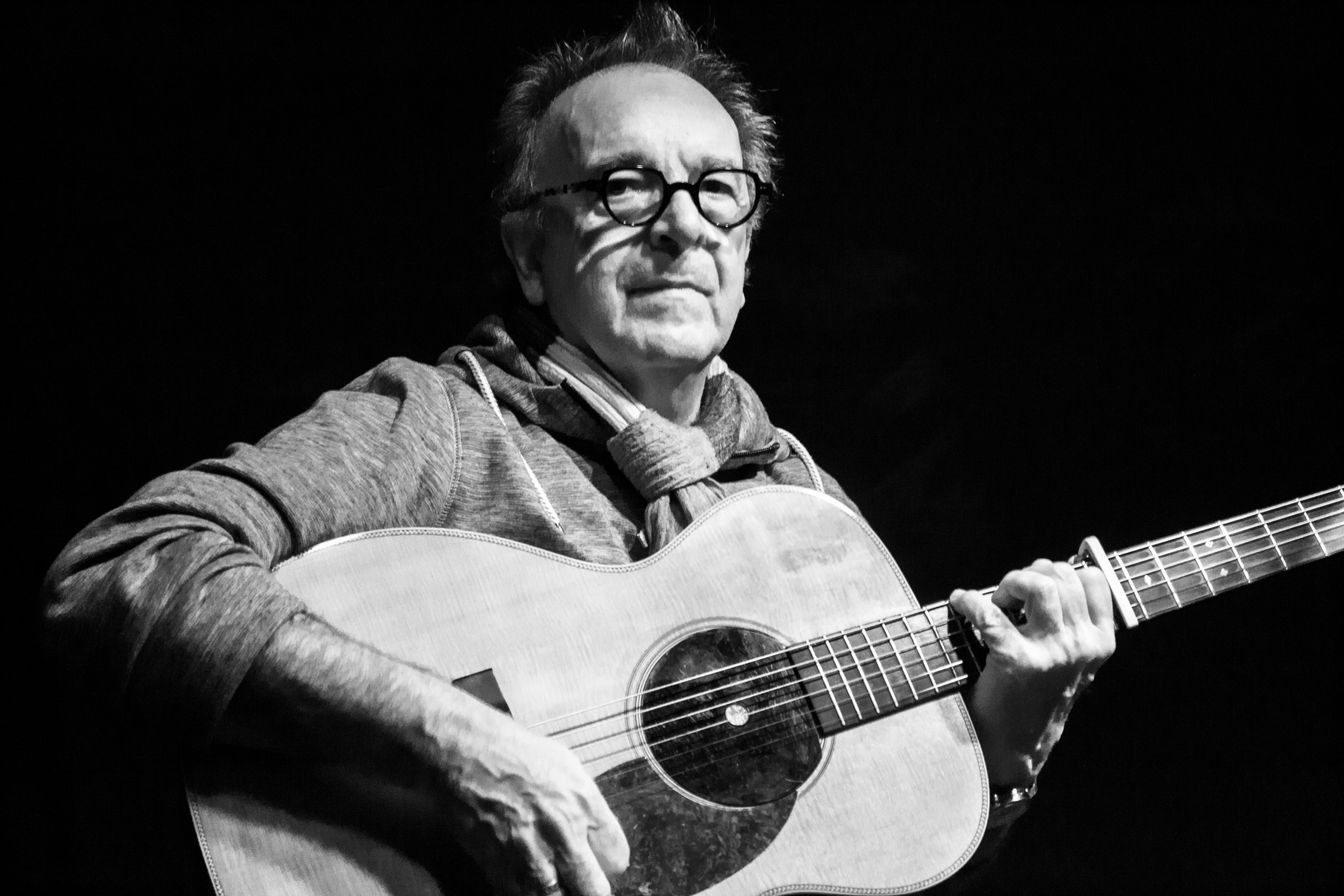
Soïg Sibéril à Poullaouen en 2016.

## Style
Un certain nombre de guitaristes jouant de la musique celtique utilisent l'accordage baptisé DADGAD. Les premiers enregistrements de musique celtique restent très orientés vers une monodie sans accompagnement,. Ces enregistrements influencèrent néanmoins de nombreux interprètes qui eurent l'occasion de les entendre.

## Musiciens
- Paul Brady[1]
- Dan Ar Braz[5]
- Pierre Bensusan[1],[4]
- Martin Carthy[4]
- Mícheál Ó Domhnaill[1]
- John Doyle[1]
- Dick Gaughan[1],[4]
- Gilles Le Bigot[6]
- Arty McGlynn[1]
- Mercedes Peón[7]
- Soïg Sibéril[8]
- Dáithí Sproule[9]